# Alberto II de Thurn e Taxis
Alberto II, 12° Príncipe de Thurn e Taxis (em alemão:  Albert Maria Lamoral Miguel Johannes Gabriel von Thurn und Taxis; Ratisbona, 24 de maio de 1983) é um aristocrata alemão, que através da descendência do rei Miguel I de Portugal, está relacionado com vários chefes de estado hereditários reinantes na Europa, como também descende das dinastias de Wittelsbach, Saxe-Coburgo-Gota, Bragança e de Habsburgo-Lorena.

## Biografia
Alberto II nasceu em Ratisbona, em 24 de junho de 1983. O príncipe Albert completou sua educação secundária em Roma e, depois de seu serviço militar, foi para a Universidade de Edimburgo, onde está estudando atualmente economia e teologia. Ele é um ávido corredor de carros e participa de campeonatos alemães.
Em 2008, a revista Forbes classificou-o como o terceiro bilionário mais jovem do mundo, posição que deteve por anos, e a 524° pessoa mais rica do planeta, com um patrimônio estimado em $2,3 bilhões. Sua mãe, Gloria de Thurn e Taxis, nascida condessa de Schönburg, foi uma figura popular da mídia na década de 1980 e preservou a fortuna do filho até ele atingir a maioridade para herdá-la.
Em 2009, a mesma revista o relacionou como o mais jovem bilionário do mundo, com uma fortuna estimada em 2100 milhões de dólares.